# 恐龙王 (电影)
《恐龙王》（英语: Dino King），是福建恒盛动漫文化传播有限公司于2018年制作的一部彩色三维动画长片。

## 故事情节
故事发生在白垩纪晚期的东亚地区，讲述了特暴龙小疙瘩从小失去了母亲，和父亲斑大师生活在一起，斑大师对小疙瘩非常严厉，经常逼迫其学习捕猎，小疙瘩怎么也做不好，经常被斑大师严厉训斥。一天，小疙瘩被几只恐爪龙抓走，斑大师也因此踏上漫漫的寻子之路，途中结识了美甲龙八百度和另一只寻找被恐爪龙抓走女儿的母特暴龙钢妈，三只恐龙联手合作，终于找到被恐爪龙抓走的儿女以及其他小恐龙。而恐爪龙抓小恐龙的目的是要把小恐龙献给一个巨型怪兽，斑大师和小疙瘩以及其他恐龙联手和怪兽展开大战，最终战胜怪兽，子女团圆，小疙瘩经历了这么多事情也明白了父亲班大师的苦心，并且不再懦弱，成长为真正的男子汉，而父亲班大师在经历了失去儿子的痛苦后也意识到自己在教育儿子方面的不足之处。影片有着浓浓的父子情，斑大师虽然总是厉声责骂孩子，但却深爱孩子，只是太会表达，是典型的中国式父亲，让观众产生共鸣。

## 配音演员
| 角色            | 配音演员 |
| --------------- | -------- |
| 斑大师 (特暴龙) | 王衡     |
| 小疙瘩 (特暴龙) | 穆雪婷   |
| 小聪明 (恐爪龙) | 苏鑫     |
| 小糊涂 (恐爪龙) | 许棕哲   |
| 小健忘 (恐爪龙) | 拜跃     |
| 小蓝 (特暴龙)   | 徐思琦   |
| 脚趾甲 (翼手龙) | 王博     |
| 八百度 (美甲龙) | 孙晔     |
| 小刀 (食肉牛龙) | 李郝瑞   |
| 阿嚏 (独角龙)   | 吕梦瑶   |
| 钢妈 (特暴龙)   | 吕佩玉   |

## 幕后
本片邀请了台湾著名配音演员吕佩玉担任母特暴龙钢妈的配音，此次在片中奉献了与以往完全不同的声音角色，此次她在众多的角色中选择了为一只凶猛的恐龙配音，为了表现出这只恐龙的凶猛与巨大，不得不把嗓子压的很低很哑。吕佩玉表示，此次加入本片的配音主要也是被影片中的父子情打动，影片里的特暴龙不是一个凶猛残暴的恐龙霸主，只是一个深爱孩子的父亲，这颠覆了她心中凶残无情的恐龙形象。